# Convento de San José de la Soledad
El desaparecido convento carmelita de San José de la Soledad en Vélez-Málaga (provincia de Málaga) fue un antiguo convento español fundado a finales del siglo XVI. Tuvo gran importancia en el proceso de asunción por parte de la ciudad de su actual identidad, obtenida a través de los siglos en los que los aspectos religiosos fueron de capital importancia, ya que numerosas capillas de enterramiento y cofradías tuvieron su sede o su estación religiosa en la iglesia. Asimismo, jugó un decisivo papel en la evolución urbanística de Vélez-Málaga, pues al amparo de la fundación conventual surgió el barrio del Carmen. 
En 1982 se demolió el convento y los restos de la iglesia se convirtieron en el actual Teatro del Carmen.

## Historia
En 1591 los frailes carmelitas lograron su propósito de fundar en Vélez-Málaga gracias a la colaboración de la cofradía de San José de la Soledad, teniendo su primera instalación sobre una ermita y unas casas colindantes que se adquirieron. 
En el primer cuarto del siglo XVII se edificó el convento, dentro de los parámetros estilísticos del manierismo. 
En el siguiente siglo constan obras de modificación y ampliación, entrando en el siglo XIX en momentos de decadencia e irreversible deterioro como consecuencia de la invasión francesa, una desamortización temporal en 1821 y la definitiva en 1835. Se produjeron entonces drásticos cambios de uso en las dependencias conventuales y aunque la iglesia permaneció abierta al culto, a principios del siglo XX pasó a ser teatro. 
En 1982 se demolió el convento y los restos de la iglesia siguieron deteriorándose por la falta de uso que tenía desde mediados de los años 1950. Los restos conservados del antiguo convento constituyen hoy unidades bien diferenciadas: por una parte, lo que fue la iglesia y actualmente, tras una estudiada rehabilitación, es el Teatro del Carmen; por otra, el claustro del convento, inserto como espacio común en un complejo residencial.

## Descripción
La antigua iglesia es una construcción de planta longitudinal separada en tres naves por robustos pilares de sección rectangular con esquinas ochavadas, sobre los que voltean arcos formeros de medio punto de los cuales los dos más cercanos a lo que fue presbiterio y hoy es escenario, presentan mayor altura y luz. 
La nave central se cubría con armadura de tradición mudéjar del tipo de par y nudillo. Los restos de mayor entidad, armadura de cuatro paños con lazo en el harneruelo se encuentran en la estancia que fue coro alto y, en el resto de la nave, permanecen cinco parejas de tirantes, aunque eximidos de su función sustentante. Los vestigios de decoración a base de pinturas murales que tuvo aparecen en distintos lugares del exterior y del interior, bajo el coro, en intradoses de arcos y en el presbiterio, en los que figura la cifra «686» que fecha esa ornamentación.
La fachada principal, orientada al este y abierta a la Plaza del Carmen, conserva la portada original realizada en piedra arenisca, consistente en un arco de medio punto con la rosca almohadillada y la clave resaltada, flanqueado por pilastras sobre las que corre un entablamento con triglifos y metopas, encima del cual apoya una cornisa que sostiene sendas volutas en sus extremos. 
La fachada de lo que fue la nave central de la iglesia ha sido recuperada y reinterpretada incorporándole elementos como la hornacina sobre la portada y la retícula coloreada en la que se han respetado los testigos de pinturas murales que poseyó. Perdidos en parte los paramentos históricos, los exteriores de las naves laterales ofrecen ahora muros cortina de vidrio que persiguen la comunicación visual con el interior a la par que efectos especulares.
Por su lado, el claustro o patio de la Meditación fue desmontado y vuelto a reconstruir hasta la altura de la cornisa en un lugar muy próximo al que tuvo —aunque a nivel inferior—, colindante a la nave del evangelio de la iglesia. Es de planta cuadrada, con cinco arcos de medio punto en cada lado apoyados sobre pilares de sección también cuadrada. Los sillares de las arquerías y las enjutas ofrecen un almohadillado rústico de tipo manierista.

## Actos
Se hacen numerosas actuaciones de diferentes artistas y de todos los ámbitos, en carnavales se hace un concurso en el cual las diferentes comparsas actúan con las canciones que llevan todo el año preparando, en Semana Santa se exponen diferentes estandartes de varias cofradías, además de esto durante el año se hacen diferentes conciertos de la escuela municipal de música y danza de Vélez Málaga y del conservatorio elemental de música José Hidalgo, y los niños de los centros escolares de la localidad hacen excursiones al teatro para ver diferentes actuaciones de artistas que actúan en él. Se puede ver la programación de actuaciones anuales en la página del ayuntamiento de Vélez Málaga.